# St. James Park (Bronx)

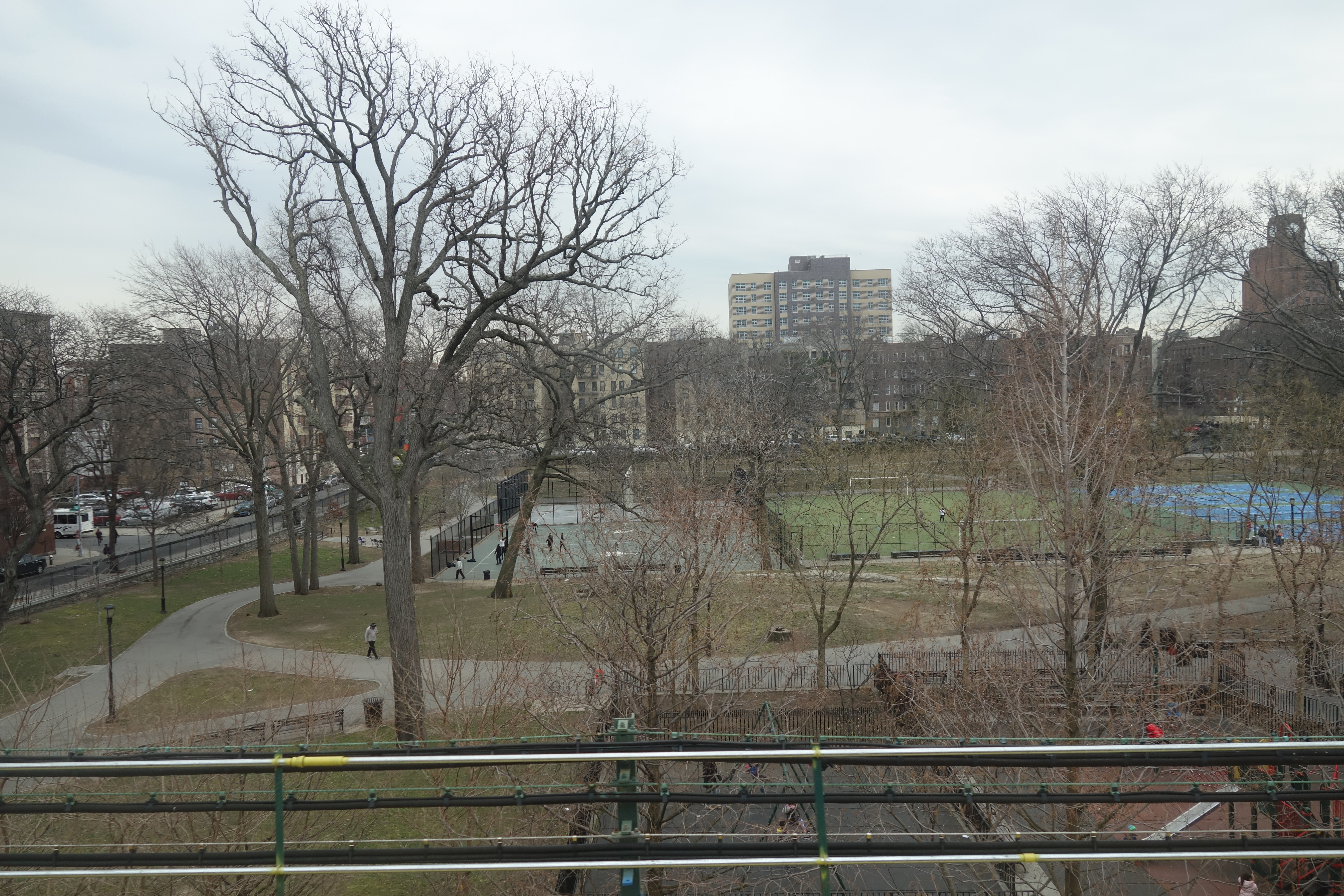
Vista de St. James Park desde el metro

St. James Park es un parque público en Fordham, Bronx, Nueva York. Está ubicado entre Jerome Avenue y Creston Avenue. La ciudad de Nueva York compró la tierra el 13 de septiembre de 1897, la niveló y creó el parque. Recibió su nombre de la vecina Iglesia Episcopal de St. James y su Casa Parroquial. En 1974 se construyó en el parque un centro recreativo, originalmente para personas mayores.